# مزدوجة المياسم
مزدوجة المياسم (بالإنجليزية: Diplostigmaty)‏ يشير، في علم النبات، إلى وجود ميسم إضافية على طول قلم الزهرة. هذا الشرط معروف من جنس سيبيا. ويُعْتَقد  أنها توفر ضمانات إنجابية.